# Guitar Legends Hall
El Guitar Legends Hall és un museu privat situat al barri Gòtic que va obrir el 6 de juny al carrer de Portaferrissa. Aquest equipament disposa d'un espai interactiu que repassa la història del rock a través de la col·lecció de guitarres de Juan José Castellano, l'impulsor del museu, qui fa 5 anys va començar a col·leccionar guitarres. Aquest equipament de 1.500 m² disposa de 8 espais on es recreen les diverses etapes del rock. Aquest equipament també té un espai dedicat a acollir actuacions musicals i tallers.

## El museu
El museu mostra una col·lecció de 45 guitarres elèctriques que van estar en possessió i ús de músics il·lustres però també edicions limitades de models fabricats per a músics que porten la signatura del guitarrista en qüestió. L'equipament està dividit en diferents àrees temàtiques: una exposició temporal sobre l'electrificació de la guitarra, la rèplica d'un bar de blues dels anys 50 –amb guitarres de BB King o Clapton–, una exposició permanent centrada a l'arribada de la música rock a la televisió, un espai dedicat al festival de Woodstock, amb guitarres de participants com Hendrix, Santana i Neal Schon, i una altra dedicada a l'impacte de la MTV a la música (amb instruments de The Cure o Paul Stanley de Kiss). També hi haurà una recreació d'una sala de concerts en què en tres pantalles immersives, una per paret, projectaran l'holograma d'un músic tocant vuit riffs i solos cèlebres. També hi ha una botiga de discos i llibres i un espai per a presentacions de grans marques de guitarres i amplificadors. La visita es fa amb una audioguia que es connecta a cada espai i cada guitarra amb la música i les explicacions pertinents.